# (21685) Francomallia
(21685) Francomallia ist ein Asteroid des Hauptgürtels, der am 11. September 1999 vom italienischen Amateurastronomen Gianluca Masi am Osservatorio Astronomico Bellatrix (Sternwarten-Code 470) in Ceccano entdeckt wurde.
Der Asteroid ist nach dem italienischen Amateurastronomen Franco Mallia (* 1961) benannt, der seit 1974 Mitarbeiter am Campo-Catino-Observatorium ist und sich dort der Popularisierung der Astronomie widmet.